# The Long Goodbye Tour
The Long Goodbye Tour – trzynasta i ostatnia w karierze trasa koncertowa grupy muzycznej Deep Purple, w jej trakcie odbyły się 123 koncerty.

## Program koncertów

### Europa – część 1
1. "Time for Bedlam"
2. "Fireball"
3. "Bloodsucker"
4. "Strange Kind of Woman"
5. "Johnny’s Band"
6. "Uncommon Man"
7. "The Surprising"
8. "Lazy"
9. "Birds of Prey"
10. "Hell To Pay"
11. Keyboard Solo
12. "Perfect Strangers"
13. "Space Truckin'"
14. "Smoke on the Water"

Bisy:
1. "Highway Star" (nie grane na wszystkich koncertach)
2. "Hush"
3. Bass Solo (nie grane na festiwalu Hellfest)
4. "Black Night"

### Ameryka Północna – część 1
1. "Highway Star"
2. "Fireball"
3. "Strange Kind of Woman"
4. "Uncommon Man"
5. "Lazy"
6. "Knocking At Your Back Door"
7. "The Surprising" lub "Pictures of Home"
8. Keyboard Solo
9. "Perfect Strangers"
10. "Space Truckin'"
11. "Smoke on the Water"

Bisy:
1. "Time for Bedlam"
2. "Hush"

W tej części trasy czasami "Smoke on the Water" było grane na bis po "Time for Bedlam" przed "Hush".

### Europa – część 2
1. "Time for Bedlam"
2. "Fireball"
3. "Bloodsucker"
4. "Strange Kind of Woman" (pominięte w Wielkiej Brytanii)
5. "All I Got Is You"
6. "Uncommon Man"
7. "The Surprising"
8. "Lazy"
9. "Birds of Prey"
10. "Knocking at Your Back Door"
11. "Keyboard Solo
12. "Perfect Strangers"
13. "Space Truckin'"
14. "Smoke on the Water" (w Londynie w tym utworze Deep Purple wspomógł gitarzysta Europe, John Norum)

Bisy:
1. "Hush"
2. Bass Solo
3. "Black Night"

### Ameryka Południowa
1. "Highway Star"
2. "Pictures of Home"
3. "Bloodsucker"
4. "Strange Kind of Woman"
5. "Uncommon Man"
6. "Lazy"
7. "Birds of Prey"
8. "Knocking at Your Back Door"
9. Keyboard Solo
10. "Perfect Strangers"
11. "Space Truckin'"
12. "Smoke on the Water"

Bisy:
1. "Hush"
2. Bass Solo
3. "Black Night"

### Europa – część 3
1. "Highway Star"
2. "Pictures of Home"
3. "Bloodsucker" (w Moskwie Deep Purple zagrali "Bloodsucker" po "Highway Star", przed "Pictures of Home")
4. "Strange Kind of Woman"
5. "Sometimes I Feel Like Screaming"
6. "Uncommon Man"
7. "Lazy"
8. "Time for Bedlam"
9. "Birds of Prey"
10. "Knocking at Your Back Door"
11. Keyboard Solo
12. "Perfect Strangers"
13. "Space Truckin'"
14. "Smoke on the Water"

Bisy:
1. "Hush"
2. Bass Solo
3. "Black Night"

### Ameryka Północna – część 2
1. "Highway Star"
2. "Pictures of Home"
3. "Bloodsucker"
4. "Strange Kind of Woman"
5. "Sometimes I Feel Like Screaming"
6. "Uncommon Man"
7. "Lazy"
8. "Knocking at Your Back Door"
9. Keyboard Solo
10. "Perfect Strangers"
11. "Space Truckin'"
12. "Smoke on the Water"

Bisy:
1. "Hush"

### Japonia
1. "Highway Star"
2. "Pictures of Home"
3. "Bloodsucker"
4. "Strange Kind of Woman"
5. "Sometimes I Feel Like Screaming"
6. "Uncommon Man"
7. "Lazy"
8. "The Surprising"
9. "Time for Bedlam"
10. "Birds of Prey"
11. Keyboard Solo
12. "Perfect Strangers"
13. "Space Truckin'"
14. "Smoke on the Water"

Bisy:
1. "Hush"
2. "Black Night"

### Meksyk
1. "Highway Star"
2. "Pictures of Home"
3. "Bloodsucker"
4. "Strange Kind of Woman" lub "Demon Eye"
5. "Sometimes I Feel Like Screaming"
6. "Uncommon Man"
7. "Lazy"
8. "The Surprising"
9. "Time for Bedlam"
10. "Birds of Prey"
11. Keyboard Solo
12. "Perfect Strangers"
13. "Space Truckin'"
14. "Smoke on the Water"

Bisy:
1. "Hush"
2. "Black Night"

## Lista koncertów
1. 13 maja 2017 – Bukareszt, Rumunia – Romexpo
2. 14 maja 2017 – Sofia, Bułgaria – Arena Armeec
3. 16 maja 2017 – Zagrzeb, Chorwacja – Arena Zagreb
4. 17 maja 2017 – Wiedeń, Austria – Wiener Stadthalle
5. 19 maja 2017 – Monachium, Niemcy – Olympiahalle
6. 20 maja 2017 – Genewa, Szwajcaria – SEG Geneva Arena
7. 22 maja 2017 – Praga, Czechy – O2 Arena
8. 23 maja 2017 – Łódź, Polska – Atlas Arena
9. 24 maja 2017 – Katowice, Polska – Spodek
10. 27 maja 2017 – Esch-sur-Alzette, Luksemburg – Rockhal
11. 30 maja 2017 – Hamburg, Niemcy – Barclaycard Arena
12. 1 czerwca 2017 – Lille, Francja – Le Zénith
13. 2 czerwca 2017 – Amsterdam, Holandia – Ziggo Dome
14. 3 czerwca 2017 – Paryż, Francja – AccorHotels Arena
15. 6 czerwca 2017 – Kolonia, Niemcy – Lanxess Arena
16. 7 czerwca 2017 – Dortmund, Niemcy – Westfalenhallen
17. 9 czerwca 2017 – Lipsk, Niemcy – Leipzig Arena
18. 10 czerwca 2017 – Frankfurt, Niemcy – Festhalle Frankfurt
19. 13 czerwca 2017 – Berlin, Niemcy – Mercedes-Benz Arena
20. 14 czerwca 2017 – Stuttgart, Niemcy – Hanns-Martin-Schleyer Halle
21. 16 czerwca 2017 – Clisson, Francja – festiwal Hellfest
22. 17 czerwca 2017 – Dessel, Belgia – festiwal Graspop Metal Meeting
23. 22 czerwca 2017 – Rzym, Włochy – PalaLottomatica
24. 24 czerwca 2017 – Hinwil, Szwajcaria – festiwal Rock the Ring
25. 26 czerwca 2017 – Casalecchio di Reno, Włochy – Unipol Arena
26. 27 czerwca 2017 – Assago, Włochy – Mediolanum Forum
27. 28 czerwca 2017 – Monte Carlo, Monako – Salle des Etoiles
28. 30 czerwca 2017 – Bilbao, Hiszpania – Bizkaia Arena
29. 1 lipca 2017 – Barcelona, Hiszpania – festiwal Barcelona Rock Fest
30. 3 lipca 2017 – Madryt, Hiszpania – Barclaycard Center
31. 4 lipca 2017 – Lizbona, Portugalia – Altice Arena
32. 12 sierpnia 2017 – Las Vegas, Nevada, USA – The Chelsea
33. 13 sierpnia 2017 – Los Angeles, Kalifornia, USA – Greek Theatre
34. 15 sierpnia 2017 – Phoenix, Arizona, USA – Ak-Chin Pavillon
35. 16 sierpnia 2017 – Albuquerque, Nowy Meksyk, USA – Isleta Amphitheater
36. 18 sierpnia 2017 – The Woodlands, Teksas, USA – Cynthia Woods Michelle Pavilion
37. 19 sierpnia 2017 – Dallas, Teksas, USA – Starplex Pavilion
38. 21 sierpnia 2017 – Atlanta, Georgia, USA – Chastain Park Amphitheater
39. 23 sierpnia 2017 – Bristow, Wirginia, USA – Jiffy Lube Live
40. 24 sierpnia 2017 – Camden, New Jersey, USA – BB&T Pavilion
41. 26 sierpnia 2017 – Wantagh, Nowy Jork, USA – Jones Beach Theater
42. 27 sierpnia 2017 – Mansfield, Massachusetts, USA – Xfinity Center
43. 28 sierpnia 2017 – Holmdel, New Jersey, USA – PNC Bank Arts Center
44. 30 sierpnia 2017 – Noblesville, Indiana, USA – Klipsch Music Center
45. 1 września 2017 – Burgettstown, Pensylwania, USA – KeyBank Pavillion
46. 2 września 2017 – Toronto, Kanada – Budweiser Stage
47. 3 września 2017 – Clarkston, Michigan, USA – DTE Energy Music Theatre
48. 6 września 2017 – Tinley Park, Illinois, USA – Hollywood Casino Amphitheater
49. 8 września 2017 – Maryland Heights, Missouri, USA – Hollywood Casino Amphitheater
50. 9 września 2017 – Cuyahoga Falls, Ohio, USA – Blossom Music Center
51. 10 września 2017 – Cincinnati, Ohio, USA – Riverbend Music Center
52. 6 listopada 2017 – Sztokholm, Szwecja – Annexet
53. 8 listopada 2017 – Trondheim, Norwegia – Trondheim Spektrum
54. 9 listopada 2017 – Oslo, Norwegia – Oslo Spektrum
55. 11 listopada 2017 – Helsinki, Finlandia – Helsinki Ice Hall
56. 13 listopada 2017 – Kopenhaga, Dania – Valby Hallen
57. 17 listopada 2017 – Birmingham, Anglia – Barclaycard Arena
58. 18 listopada 2017 – Manchester, Anglia – Manchester Arena
59. 20 listopada 2017 – Cardiff, Walia – Motorpoint Arena Cardiff
60. 22 listopada 2017 – Glasgow, Szkocja – SSE Hydro
61. 23 listopada 2017 – Londyn, Anglia – The O2 Arena
62. 6 grudnia 2017 – Buenos Aires, Argentyna – Tecnópolis
63. 8 grudnia 2017 – Santiago, Chile – Movistar Arena
64. 12 grudnia 2017 – Kurytyba, Brazylia – Pedreira Paulo Leminski (Solid Rock Festival)
65. 13 grudnia 2017 – São Paulo, Brazylia – Allianz Parque (Solid Rock Festival)
66. 15 grudnia 2017 – Rio de Janeiro, Brazylia – Jeunesse Arena (Solid Rock Festival)
67. 4 maja 2018 – Meksyk, Meksyk – Autódromo Hermanos Rodríguez (Hell & Heaven Metal Fest)
68. 30 maja 2018 – Moskwa, Rosja – Olimpijskij
69. 1 czerwca 2018 – Sankt Petersburg, Rosja – Ledovy Dvorets
70. 3 czerwca 2018 – Ryga, Łotwa – Arēna Rīga
71. 6 czerwca 2018 – Kijów, Ukraina – Pałac Sportu
72. 9 czerwca 2018 – Tallinn, Estonia – Saku Suurhall
73. 1 lipca 2018 – Kraków, Polska – Tauron Arena Kraków
74. 2 lipca 2018 – Brno, Czechy – DRFG Arena
75. 6 lipca 2018 – Albi, Francja - Festival Pause Guitare
76. 8 lipca 2018 – Mönchengladbach, Niemcy – Monchengladbach Sports Arena
77. 9 lipca 2018 – Werona, Włochy – Arena di Verona
78. 11 lipca 2018 – Turyn, Włochy – Palazzina di Caccia di Stupingi
79. 13 lipca 2018 – Aix-les-Bains, Francja - Musillac Festival
80. 14 lipca 2018 – Tours, Francja - American Tours Festival
81. 16 lipca 2018 – Saint-Malô-du-Bois, Francja – Sparkassen Park
82. 20 lipca 2018 – Hamina, Finlandia – Bastion
83. 21 lipca 2018 – Tammisari, Finlandia - Stallorsparken
84. 23 lipca 2018 – Rattvik, Szwecja – Dalhalla
85. 21 sierpnia 2018 – Cincinnati, Ohio, USA – Riverbend Music Center
86. 22 sierpnia 2018 – Chicago, Illinois, USA – Hollywood Casino Amphitheatre
87. 24 sierpnia 2018 – Detroit, Michigan, USA – Michigan Lottery Amphitheatre at Freedom Hill
88. 25 sierpnia 2018 – Mount Pleasant, Michigan, USA – Soaring Eagle & Casino Resort
89. 27 sierpnia 2018 – Hamilton, Kanada – FirstOntario Centre
90. 29 sierpnia 2018 – Montreal, Kanada – Bell Centre
91. 30 sierpnia 2018 – Quebec, Kanada – Videotron Centre
92. 1 września 2018 – Wantagh, Nowy Jork, USA – Northwell Health at Jones Beach Theater
93. 2 września 2018 – Bethel, Nowy Jork, USA – Bethel Woods Center for the Arts
94. 5 września 2018 – Darien, Nowy Jork, USA – Darien Lake Performings Arts Center
95. 6 września 2018 – Holmdel, New Jersey, USA – PNC Bank Arts Center
96. 8 września 2018 – Virginia Beach, Wirginia, USA – Veterans United Home Loans Amphitheater at Virginia Beach
97. 9 września 2018 – Camden, New Jersey, USA – BB&T Pavillion
98. 11 września 2018 – Charlotte, Karolina Północna, USA – PNC Music Pavillion
99. 12 września 2018 – Jacksonville, Floryda, USA – Daily's Place
100. 14 września 2018 – Atlanta, Georgia, USA – Verizon Wireless Amphitheatre at Encore Park
101. 16 września 2018 – Biloxi, Missisipi, USA – Mississippi Coast Coliseum
102. 18 września 2018 – Kansas City, Missouri, USA – Starlight Theatre
103. 20 września 2018 – Welch, Minnesota, USA – Treasure Island Hotel at Casino
104. 21 września 2018 – Council Bluffs, Pottawattamie County, Iowa, USA – Harrah's Council Bluffs
105. 23 września 2018 – Denver, Kolorado, USA – Pepsi Center
106. 26 września 2018 – Chula Vista, San Diego, Kalifornia, USA – Mattress Firm Amphitheatre
107. 27 września 2018 – Irvine, Kalifornia, USA – FivePoint Amphitheatre
108. 29 września 2018 – Mountain View, Kalifornia, USA – Shoreline Amphitheatre
109. 30 września 2018 – Wheatland, Kalifornia, USA – Toyota Amphitheatre
110. 14 października 2018 – Chiba, Japonia – Makuhari Messe Hall
111. 15 października 2018 – Nagoja, Japonia – Nagoya Congress Centre
112. 17 października 2018 – Osaka, Japonia – Osaka Festival Hall
113. 18 października 2018 – Osaka, Japonia - Osaka Festival Hall
114. 20 października 2018 – Hiroszima, Japonia – Ueno Gauken Hall
115. 22 października 2018 – Fukuoka, Japonia – Fukuoka Sunpalace
116. 9 listopada 2018 – Monterrey, Meksyk – Auditorio Banamex
117. 11 listopada 2018 – San Luis Potosí, Meksyk - Parque de Baseball
118. 13 listopada 2018 – León, Meksyk - Poliforum
119. 15 listopada 2018 – Guadalajara, Meksyk - Calle 2
120. 17 listopada 2018 – Meksyk, Meksyk – Arena Ciudad de Mexico
121. 21 listopada 2018 – Mérida, Meksyk – Jardin Carta Clara
122. 23 listopada 2018 – Cancún, Meksyk – Estadio de Béisbol Beto Ávila
123. 24 listopada 2018 – Cancún, Meksyk - Estadio de Béisbol Beto Ávila